# 八幡村 (福島県河沼郡)
八幡村（やわたむら）は福島県河沼郡にあった村。現在の会津坂下町西部、只見線沿線にあたる。

## 地理
- 河川：只見川、旧宮川

## 歴史
- 1923年（大正12年）4月1日 - 塔寺村・気多宮村・坂本村・新舘村・船杉村が合併して発足。
- 1955年（昭和30年）4月1日 - 坂下町・若宮村・金上村・広瀬村・川西村と合併して会津坂下町が発足。同日八幡村廃止。

## 交通

### 鉄道路線
- 日本国有鉄道
  - 只見線
    - 塔寺駅 - 会津坂本駅

### 道路
- 越後街道（二級国道国道115号新潟平線→現・国道49号（一部福島県道43号会津坂下山都線他））
- 沼田街道（現・国道252号）

現在は旧村域に磐越自動車道の会津坂下インターチェンジが所在するが、当時は未開通。